# Tadeusz Olszewski (lekkoatleta)
Tadeusz Olszewski (ur. 11 września 1946 w Józefowie pod Warszawą) – polski lekkoatleta specjalizujący się w skoku o tyczce. Żołnierz Wojska Polskiego.
Wielokrotny reprezentant Polski. Uczestnik Halowych Mistrzostw Europy w 1970 w Wiedniu (8 miejsce) oraz w 1973 w Rotterdamie (4 miejsce). Właśnie na tych zawodach w Holandii 11 marca 1973 roku ustanowił swój halowy rekord życiowy uzyskując wynik 5,30. 4-krotny reprezentant Polski w meczach międzypaństwowych (w 1970 przeciwko Bułgarii, Wielkiej Brytanii oraz ZSRR i NRD oraz w 1972 przeciwko Francji). Startował w barwach warszawskiej Legii.

## Progresja wyników
Sezon letni

> 5,01 - 15.06.1968 Warszawa

> 5,01 - 4.10.1969 Bydgoszcz

> 5,00 - 10.10.1970 Warszawa

> 4,90 - 21.05.1971 Warszawa

> 5,25 - 15.07.1972 Olsztyn (Rekord Polski)

> 5,20 - 28.05.1973 Wrocław

> 4,70 - 6.07.1974 Zabrze
Sezon halowy

> 4,90 - 1970 

> 4,80 - 1972 

> 5,30 - 11.03 1973 Rotterdam (Rekord Życiowy i Rekord Polski)

> 4,80 - 1974